# Jyrki Immonen
Jyrki Olavi Immonen (Varkaus, 14 ottobre 1945) è un ex cestista finlandese.

## Carriera
Con la Finlandia ha disputato due edizioni dei Campionati europei (1965, 1967).

## Palmarès
- Campionato finlandese: 7

Tapion Honka: 1967-68, 1968-69, 1969-70, 1970-71, 1971-72, 1973-74, 1975-76